# 张桥镇 (柘城县)
张桥乡，是中华人民共和国河南省商丘市柘城县下辖的一个乡镇级行政单位。

## 行政区划
张桥乡下辖以下地区：
张桥村、曹堂村、赵庄村、小岗村、董庄村、田付元村、张木堂村、张集村、赵楼村、吕岗村、阎赵村、领子朱村、王金门村、老王集村、耿口村、梁楼村、周庄村、李本寺村、花马李村和大魏村。